# Dino Ciani
Dino Ciani (16 iunie 1941, Fiume - 28 martie 1974, Roma) a fost un pianist italian care a murit prematur, la numai 32 de ani, într-un accident de mașină. În amintirea lui  s-a creat și ținut la Scala din Milano concursul pentru pian Dino Ciani.